# 納丁·莎蘭
納丁·莎蘭（Nadine Salembier，1932年4月1日—2018年2月22日），是一位比利時女性，出生於科米納。她是Beauté & Vie美容SPA中心的總裁，也是納丁·莎蘭保養品品牌的創辦人。